# Francesco Artese
Francesco Artese – detto anche Franco – (Matera, 23 agosto 1957) è un artista italiano, esponente della scuola presepistica meridionale.

## Biografia
Il suo primo lavoro nel campo della presepistica risale al 1976, quando realizza un'opera per il Convento dei Frati Francescani di Grassano, comune in cui ha vissuto ed operato. Nel 1980 realizza la Natività nella Basilica di San Crisogono a Roma e l'anno seguente, sempre a Roma in via Veneto, crea un presepe di 120 m² raffigurante i Sassi di Matera. Il successo ottenuto lo porta alla realizzazione di un altro presepe di 140 m² nella chiesa Our Lady of Pompei di Greenwich Village a New York, meta di numerosi visitatori, commissionato dal Consolato italiano ed ambientato nella Grassano degli anni cinquanta. Un altro presepe di rilievo è quello creato nella Basilica superiore di San Francesco d'Assisi nel 1991; nel 1999 l'UNESCO gli commissiona un presepe da allestire nel nuovo Museo mondiale della Natività di Betlemme, ed Artese realizza un'opera di 90 m² avente come scenario nuovamente i Sassi di Matera.
A Grassano realizza nel 2005 un'opera permanente di 40 m² ed altezza di 4,5 metri, con scorci del paese lucano degli anni cinquanta e della civiltà contadina, e statuine in terracotta alte 30 cm vestite di abiti cuciti a mano, esposta nel Palazzo Materi. Dopo altri presepi allestiti in diverse località, nel 2012 realizza il grande presepe, omaggio della regione Basilicata al Papa Benedetto XVI, allestito in Piazza San Pietro; l'opera, esposta a partire dal 24 dicembre 2012, ha una dimensione di 150 m², oltre 100 statuine in terracotta con altezza variabile dai 26 cm delle figure in secondo piano ai 32 cm di quelle in primo piano, e riproduce i Sassi di Matera. L'ultimo presepe di 150 m² è stato esposto prima in Brasile e successivamente in Finlandia.